# Virginia Slims of Pennsylvania 1983
Virginia Slims of Pennsylvania 1983, також відомий під назвою Ginny of Central Pennsylvania, — жіночий тенісний турнір, що проходив на закритих кортах з килимовим покриттям Hershey Racquet Club у Герші (США). Належав до Ginny Tournament Circuit в рамках Світової чемпіонської серії Вірджинії Слімс 1983. Турнір відбувся вперше і тривав з 14 до 20 лютого 1983 року. Карлінг Бассетт здобула титул в одиночному розряді.

## Фінальна частина

### Одиночний розряд
Карлінг Бассетт —  Сенді Коллінз 2–6, 6–0, 6–4
- Для Бассетт це був єдиний титул за сезон і 1-й — за кар'єру.

### Парний розряд
Лі Антонопліс /  Барбара Джордан —  Шеррі Екер /  Енн Гендрікссон 6–3, 6–4
- Для Антонопліс це був 2-й титул за сезон і 2-й - за кар'єру. Для Джордан це був 2-й титул за сезон і 4-й — за кар'єру.

## Нотатки
1. ↑  Ginny Tournament Circuit 1983 складався з восьми турнірів з призовим фондом 50 тис. доларів кожен, що проходили від лютого до вересня, і завершального листопадового Ginny Championships з призовим фондом 150 тис. доларів. Усі турніри відбулись у (США)[1]